# Liste deutschsprachiger Schriftsteller/N
Hinweis: Die Umlaute ä, ö, ü werden wie die einfachen Vokale a, o, u eingeordnet, der Buchstabe ß wie ss. Dagegen werden ae, oe, ue unabhängig von der Aussprache immer als zwei Buchstaben behandelt 

## Na – Nam
- Franz Nabl (1883–1974)
- Herbert Nachbar (1930–1980)
- Arno Nadel (1878–1943)
- Melinda Nadj Abonji (1968)
- Karl Gottfried Nadler (1809–1849)
- Burkhard Nadolny (1905–1968)
- Isabella Nadolny  (1917–2004)
- Sten Nadolny (1942)
- Herbert Christian Nagel (1924–2016)
- Thorsten Nagelschmidt (1976)
- Marijan Nakić (1952)

## Nan – Naz
- Thomas Naogeorg, eigentlich Thomas Kirchmair (1511–1563)
- Jusuf Naoum (1941–2022)
- Salah Naoura (1964)
- Eckart von Naso (1888–1976)
- Max Nassauer (1869–1931)
- Siegfried Nassauer (1868–1940)
- Elke Naters (1963)
- Peter Nathschläger (* 1965)
- Annemarie von Nathusius (1874–1926)
- Marie Nathusius (1817–1857)
- Hans Natonek (1892–1963)
- Benedikte Naubert (1752–1819)
- Hans Joachim Nauschütz (1940–2003)
- Thekla Naveau (1822–1871)

## Ne – Nem
- Max Neal (1865–1941)
- Gerhard Nebel (1903–1974)
- Ernst Nebhut (1898–1974)
- Adolf Neeff (1871–1942)
- Johannes Nefflen (1789–1858)
- Günter Nehm (1926–2009)
- Neidhart von Reuenthal (1190?–1245?)
- Rosemarie Neie (1925)
- Regina Neißer (1848–1923)
- Bruno Nelissen-Haken (1901–1975)
- Dinah Nelken (1900–1989)
- Peter Nell, eigentlich Kurt Heinze (1907–1957)
- Robert Nelz (1888–1937)

## Nen – Nez
- Robert Nespital (1881–1961)
- Johann Nestroy (1801–1862)
- Joachim Nettelbeck (1738–1824)
- Uwe Nettelbeck (1940–2007)
- Ernst Rudolf Neubauer (1828–1890)
- Valerius Wilhelm Neubeck (1765–1850)
- Horst Neubert (1932–2015)
- Karl Heinrich von Neubronner (1913–1963)
- Kurt Neuburger (1902–1996)
- Ottmar Neuburger (1959)
- Christiane Neudecker (1974)
- Leopoldine Neudek (1874–?)
- Richard Neudorfer (1900–1977)
- Christian Ludwig Neuffer (1769–1839)
- Barbara Neuhaus (1924–2007)
- Nele Neuhaus (1967)
- Benjamin Neukirch (1665–1729)
- Klaus Neukrantz (1897–nach 1941)
- Alfred Neumann (1895–1952)
- Gert Neumann (1942)
- Hermann Kunibert Neumann (1808–1875)
- Karl Neumann (1916–1985)
- Margarete Neumann (1917–2002)
- Peter Horst Neumann (1936–2009)
- Robert Neumann (1897–1975)
- Ralf Neumann   (1959)
- Ronnith Neumann (1948)
- Walter Neumann (1926–2022)
- Georg Neumark (1621–1681)
- Johannes von Neumarkt (um 1310–1380)
- Andreas Neumeister (1959)
- Erdmann Neumeister (1671–1756)
- Karl Neurath (1883–1950)
- Erwin Neustädter (1897–1992)
- Natias Neutert (1941)
- Erik Neutsch (1931–2013)
- Barbara Neuwirth (1958)
- Walther Neuwirth (1896–1996)

## Ni – Nim
- Paulus Niavis, eigentlich Paul Schneevogel (etwa 1460–nach 1514)
- Dagmar Nick (1926)
- Eckhart Nickel (1966)
- Pascal Nicklas (1965)
- Hans Nicklisch (1911–2001)
- Friedrich Nicolai (1733–1811)
- Thomas Nicolaou (1937–2008)
- Sophie von Niebelschütz (1850–1911)
- Wolf von Niebelschütz (1913–1960)
- Ernst Niebergall (1815–1843)
- Paul Waldemar Nieborowski (1873–1948)
- Rolf Niederhauser (1951)
- Alfred Niedermann (1843–1926)
- Stephan Niederwieser (* 1962)
- Max Niedurny (1875–1940)
- Ursula Niehaus (1965)
- Hans Niekrawietz (1896–1983)
- Arne Nielsen (1971)
- August Christian Niemann (1761–1832)
- August Niemann (1839–1919)
- Johanna Niemann (1844–1917)
- Karl Niemann (1854–1917)
- Norbert Niemann (1961)
- Ernst Niemeyer (1863–?)
- Wilhelm Niemeyer (1874–1960), deutscher Kunsthistoriker und Schriftsteller
- Wilhelm Niemeyer (1912–1977), deutscher Schriftsteller und Übersetzer
- Wilhelm Nienstädt (1784–1862)
- Hans-Jürgen Nierentz (1909–1995)
- Karl Gustav Nieritz (1795–1876)
- Ingo Niermann (1968)
- Konrad Nies (1862–1922)
- Charlotte Niese (1854–1935)
- Leonore Nießen-Deiters (1879–1939)
- Friedrich Nietzsche (1844–1900)

## Nin – Niz
- Franz Nissel (1831–1893)
- Matthes Nitsch (1884–1972)
- Bernd Nitzschke (1944)
- Paul Nizon (1929)

## No – Nom
- Barbara Noack (1924–2022)
- Hans-Georg Noack (1926–2005)
- Uwe Lars Nobbe
- Vincent E. Noel (1980)
- Anton Noder (1864–1936)
- Komakichi Nohara (1899–1950)
- Chaim Noll (1954)
- Dieter Noll (1927–2008)
- Ingrid Noll (1935)
- Fritz Nölle (1899–1980)
- Adolf Nolte (1770–1856)
- Dorothee Nolte (1963)
- Mathias Nolte (1952)
- Ulrike Nolte (1973)

## Non – Noz
- Sky Nonhoff (1962)
- Ludwig Nonne (1831–1893)
- Klaus Nonnenmann (1922–1993)
- Annemarie Norden (1910–2008)
- Peter Norden (1922)
- Richard Nordhausen (1868–1941)
- Johann Nordmann (1820–1887)
- Clara Nordström (1886–1962)
- Edgar Noske (1957–2013)
- Hans Erich Nossack (1901–1977)
- Regina Nössler (1964)
- Christine Nöstlinger (1936–2018)
- Ernst Erich Noth (1909–1983)
- Helga M. Novak (1935–2013)
- Novalis, eigentlich Friedrich von Hardenberg (1772–1801)
- Claus Nowak (1938)
- Edmund Ludwig Nowak (1868–?)
- Ernst Nowak (1944)
- Hans Nowak (1897–1958)
- Alfred Nowinski (1881–1933)
- Joachim Nowotny (1933–2014)
- Fried Noxius (1917–2007)

## Nu
- Hans Nüchtern (1896–1962)
- Walter Nuhn (1928–2021)
- Woldemar Nürnberger, Pseudonyme M. Solitaire, Hilarius Bierfreund (1818–1869)
- Josef Nyáry (1944)